# Sede titolare di Cesarea di Palestina dei Greco-Melchiti
Cesarea di Palestina dei Greco-Melchiti (in latino: Caesariensis in Palaestina Graecorum Melkitarum) è una sede titolare arcivescovile della Chiesa cattolica.
La sede è vacante dal 1º gennaio 2017.

## Cronotassi degli arcivescovi titolari
- Cirillo Riza (Rizq) † (20 giugno 1927 - 6 maggio 1954 deceduto)
- Gabriel Abou-Saada † (28 aprile 1961 - 1º marzo 1965 deceduto)
- Hilarion Capucci, B.A. † (30 luglio 1965 - 1º gennaio 2017 deceduto)